# Heliga Treenighetens kyrka, Rakitnitsa
Heliga Treenighetens kyrka (bulgariska: Църквата "Света Троица"; translitteration: Tsarkvata "Sveta Troitsa") är en bulgarisk-ortodox kyrkobyggnad belägen i byn Rakitnitsa, i kommunen Obsjtina Bregovo i regionen Vidin, i nordvästra Bulgarien.
Kyrkan är helgad åt Treenigheten och tillhör Vidins stift i den bulgarisk-ortodoxa kyrkan.

## Historik
Heliga Treenighetens kyrka i Rakitnitsa byggdes under 1938, med hjälp av donationer.

### Förfall
Efter en jordbävning som inträffade i mars 1977 uppstod sprickor på kyrkans fasad, och har sedan dess (december 2013) stått övergiven. I slutet av 2013 förbjöd även den lokala kommunen att besöka kyrkan, med tanke på sprickorna. Trots förbudet besökte folk kyrkan.
Med tanke på att den lokala befolkningen ville att kyrkan skulle renoveras började människor i slutet av år 2013 att donera pengar, men även brädor och plåt.
Enligt borgmästaren i Rakitnitsa, Ilian Barsanov, behövdes mer än 500 000 leva (drygt 320 000 kr) för att kunna genomföra en renovering av byggnaden.